# 臼杵市
臼杵市（うすきし）は、大分県の東海岸に位置する市。国宝の臼杵石仏や醤油の製造で有名。近年では城下町の町並みでも知られるようになった。

## 地理

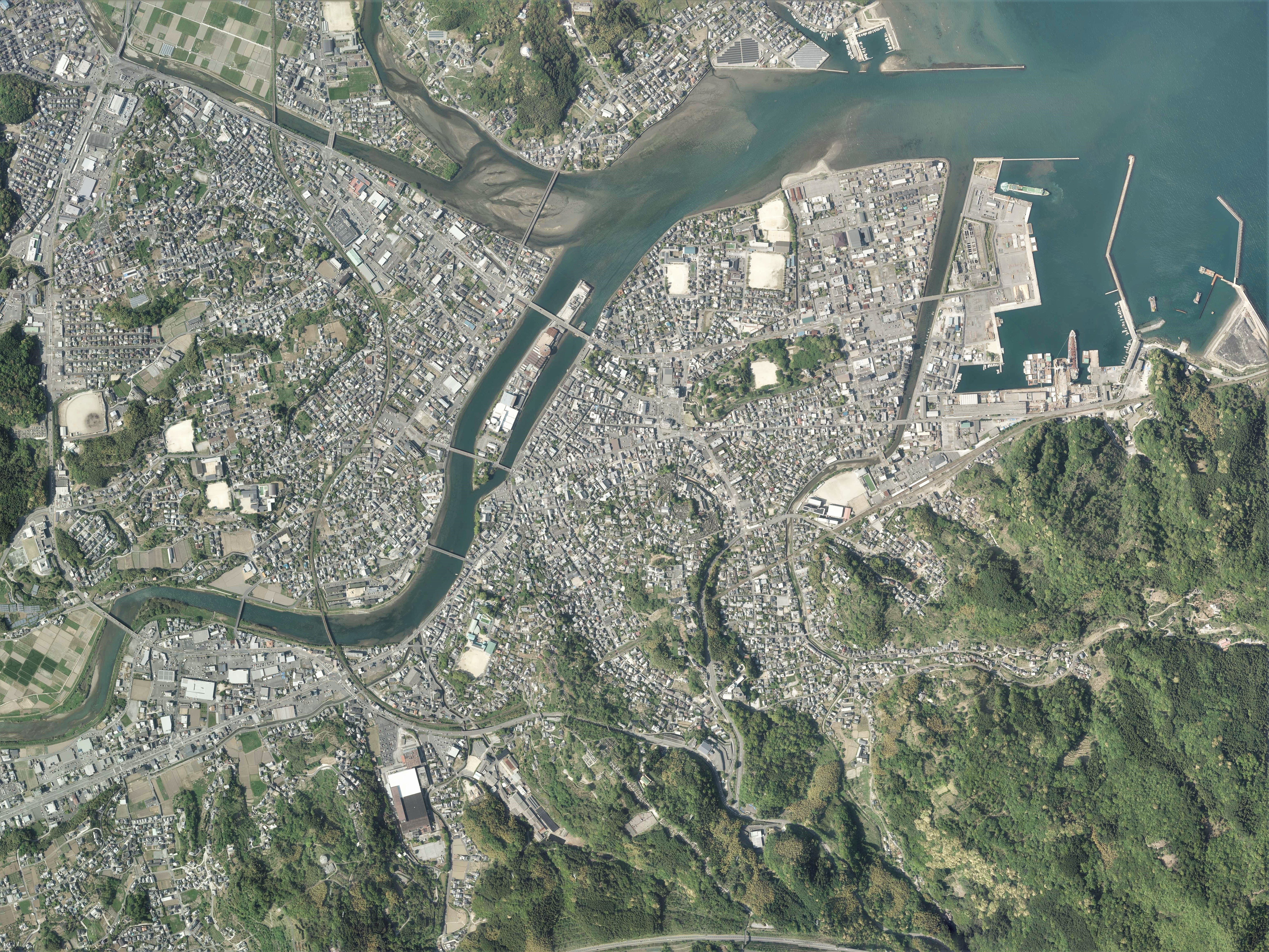
臼杵市中心部周辺の空中写真。
2018年4月22日撮影の6枚を合成作成。。

東部は豊後水道に面しており、北を佐賀関半島、南を長目半島に囲まれた臼杵湾に沿って広がる。臼杵湾には、黒島、津久見島等が浮かぶ。
今後発生が予見されている南海トラフ巨大地震の際には、市内の海岸に最大6mの津波が到達することが予想されている。
臼杵湾に注ぐ臼杵川の河口周辺の平野部に市街地が形成されている。内陸部は、北部がなだらかな丘陵、南部が標高500mから600mの山地となっている。

### 隣接する市町村
- 大分市
- 佐伯市
- 津久見市
- 豊後大野市

### 地名
全域が明治からの大字を用いている。平成の大合併前に野津町であった地域は大字の前に「野津町」を冠する。
旧臼杵市
- 家野、板知屋、市浜、臼杵、江無田、大泊、海添、風成、戸室、二王座、野田、深江、深田、福良、前田、望月（以上、旧臼杵町）
- 大浜、諏訪、中津浦（以上、旧海辺村）
- 佐志生（旧佐志生村）
- 大野、下ノ江、田井（以上、旧下ノ江村）
- 末広、岳谷、田尻（以上、旧上北津留村）
- 稲田、井村、藤河内（以上、旧下北津留村）
- 乙見、掻懐、久木小野、左津留、高山、武山、中臼杵、中尾、東神野、吉小野（以上、旧南津留村）

旧野津町
- 老松、野津市、原、都原、宮原（以上、旧野津市町）
- 秋山、西畑、東谷、前河内、吉田（以上、旧南野津村）
- 烏岳、西寒田、千塚、藤小野、柚野木（以上、旧戸上村）
- 岩屋、落谷、垣河内、白岩、清水原、泊、西神野（以上、旧川登村）
- 亀甲、王子、八里合、福良木、山頭（以上、旧田野村）

## 歴史
- 1950年（昭和25年）4月1日 - 北海部郡臼杵町と海辺村が合併し市制施行。臼杵市が発足。
- 1954年（昭和29年）3月31日 - 北海部郡佐志生村、下ノ江村、上北津留村、下北津留村、南津留村を編入合併。
- 1970年（昭和45年） - 大阪セメントの工場誘致をめぐり、市長に対するリコール運動が行われる。市長はリコールを待たずに辞任[2]。
- 2005年（平成17年）1月1日 - 大野郡野津町と新設合併。新市制による臼杵市が発足。

### 市名の由来
臼塚古墳の入口に立っている石の武人像が、「臼」と「杵」の形に似ており、昔から「うすきね様」と呼ばれ親しまれてきたことから「臼杵」の地名となったと言われる。

## 産業
農業・漁業といった第一次産業と、造船業、醤油・味噌などの醸造業が盛んである。経済的には大分都市圏に属し、大分市との関係が深い。特に造船業は市内製造業全体の生産高に対し、73%の生産高である。

### 臼杵市に本社を置く主要企業
- 臼杵運送
- うすき製薬
- 臼杵造船所
- ジェイデバイス
- 富士甚醤油
- フンドーキン醤油

## 市政
- 市長：西岡隆（2025年1月20日就任、1期目）

歴代市長
- 初代：後藤國利 2005年2月6日 - 2009年1月19日
- 第2代：中野五郎 2009年1月20日 - 2025年1月19日

旧臼杵市長
- 初代：堀亮一 1950年4月27日 - 1954年4月10日
- 第2代：三浦義臣 1954年4月25日 - 1958年4月24日
- 第3代：堀亮一 1958年4月25日 - 1963年7月7日
- 第4代：足立義雄 1963年8月25日- 1971年8月24日
- 第5代：新名順二 1971年8月25日 - 1983年8月24日
- 第6代：佐々木順一 1983年8月25日 - 1991年8月24日
- 第7代：柴崎敏夫 1991年8月25日 - 1996年12月5日
- 第8代：後藤國利 1997年1月26日 - 2004年12月31日

### 市役所
- 臼杵庁舎（旧臼杵市役所、議会設置庁舎）
- 野津庁舎（旧野津町役場）
- 臼杵市社会基盤整備・災害支援センター（旧大分県立臼杵商業高校）

### 消防
- 臼杵市消防本部

## 国政・県政

### 国政
衆議院小選挙区選挙では、大分2区に属する。直近の第49回衆議院議員総選挙（2021年10月）での選出議員は以下のとおり。
- 衛藤征士郎（自由民主党）

なお、吉川元（立憲民主党）が比例で復活当選している。

### 県政
大分県議会議員選挙では、本市でひとつの選挙区をなす。定数は2人。直近の大分県議会議員選挙（2023年4月）での選出議員は以下のとおり。
- 志村学（自由民主党）
- 高橋肇（県民クラブ）

## 公共機関

### 国の行政機関
- 熊本国税局臼杵税務署

### 県の行政機関
- 中部振興局臼杵事務所
- 中部保健所
- 臼杵土木事務所
- 臼杵津久見警察署

### 司法機関
- 臼杵簡易裁判所

## 姉妹都市・提携都市

### 国内
- 常陸太田市（茨城県）- 2015年10月10日姉妹都市提携

### 国外
- キャンディ市（スリランカ 中部州）- 1967年2月27日姉妹都市提携[6]
- 敦煌市（中華人民共和国 甘粛省）- 1994年9月27日友好都市提携

## 地域

### 市外局番
- 旧臼杵市：0972
- 旧野津町：0974

### 人口
| |                                        |  |
| 臼杵市と全国の年齢別人口分布（2005年） | 臼杵市の年齢・男女別人口分布（2005年） |  |
| ■紫色 ― 臼杵市 ■緑色 ― 日本全国 | ■青色 ― 男性 ■赤色 ― 女性              |  |
| 臼杵市（に相当する地域）の人口の推移 \| 1970年（昭和45年） \| 52,434人 \| \| \| 1975年（昭和50年） \| 50,872人 \| \| \| 1980年（昭和55年） \| 51,302人 \| \| \| 1985年（昭和60年） \| 51,086人 \| \| \| 1990年（平成2年） \| 48,754人 \| \| \| 1995年（平成7年） \| 46,830人 \| \| \| 2000年（平成12年） \| 45,486人 \| \| \| 2005年（平成17年） \| 43,352人 \| \| \| 2010年（平成22年） \| 41,469人 \| \| \| 2015年（平成27年） \| 38,748人 \| \| \| 2020年（令和2年） \| 36,158人 \| \| |                                        |  |
| 総務省統計局 国勢調査より |                                        |  |
| 1970年（昭和45年） | 52,434人                               |  |
| 1975年（昭和50年） | 50,872人                               |  |
| 1980年（昭和55年） | 51,302人                               |  |
| 1985年（昭和60年） | 51,086人                               |  |
| 1990年（平成2年） | 48,754人                               |  |
| 1995年（平成7年） | 46,830人                               |  |
| 2000年（平成12年） | 45,486人                               |  |
| 2005年（平成17年） | 43,352人                               |  |
| 2010年（平成22年） | 41,469人                               |  |
| 2015年（平成27年） | 38,748人                               |  |
| 2020年（令和2年） | 36,158人                               |  |

### 教育

#### 高等学校
- 大分県立臼杵高等学校
- 大分県立海洋科学高等学校

##### かつて存在した高等学校
- 大分県立臼杵商業高等学校 - 2014年（平成26年）3月に閉校。同年4月に本校、旧津久見高校、海洋科学高校を統合した大分県立津久見高等学校が開校している。
- 大分県立野津高等学校 - 2014年（平成26年）3月に閉校。

#### 中学校
休校中の学校は除く。
市立
- 北中学校
- 東中学校
- 南中学校
- 西中学校
- 野津中学校

#### 小学校
休校中の学校は除く。

##### 市立
- 佐志生小学校
- 下北小学校
- 市浜小学校
- 川登小学校
- 海辺小学校

- 下ノ江小学校
- 上北小学校
- 福良ヶ丘小学校
- 南野津小学校

- 下南小学校
- 臼杵小学校
- 野津小学校
- 臼杵南小学校

#### 特別支援学校
- 大分県立臼杵養護学校

## 交通

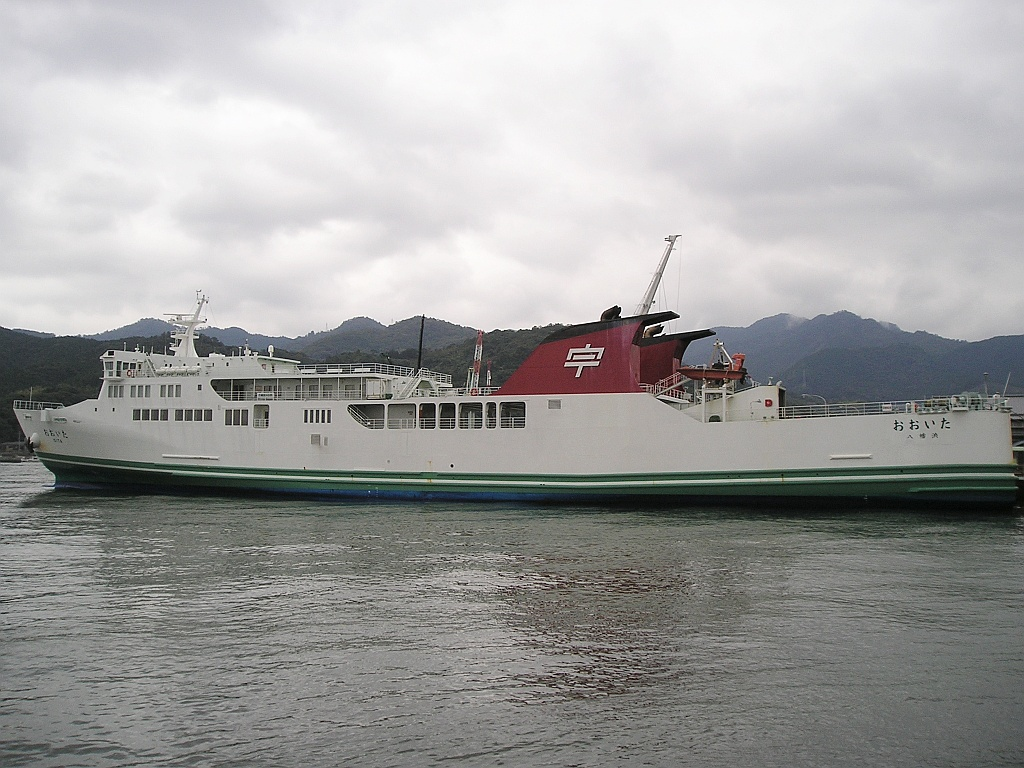
宇和島運輸フェリー - 臼杵港

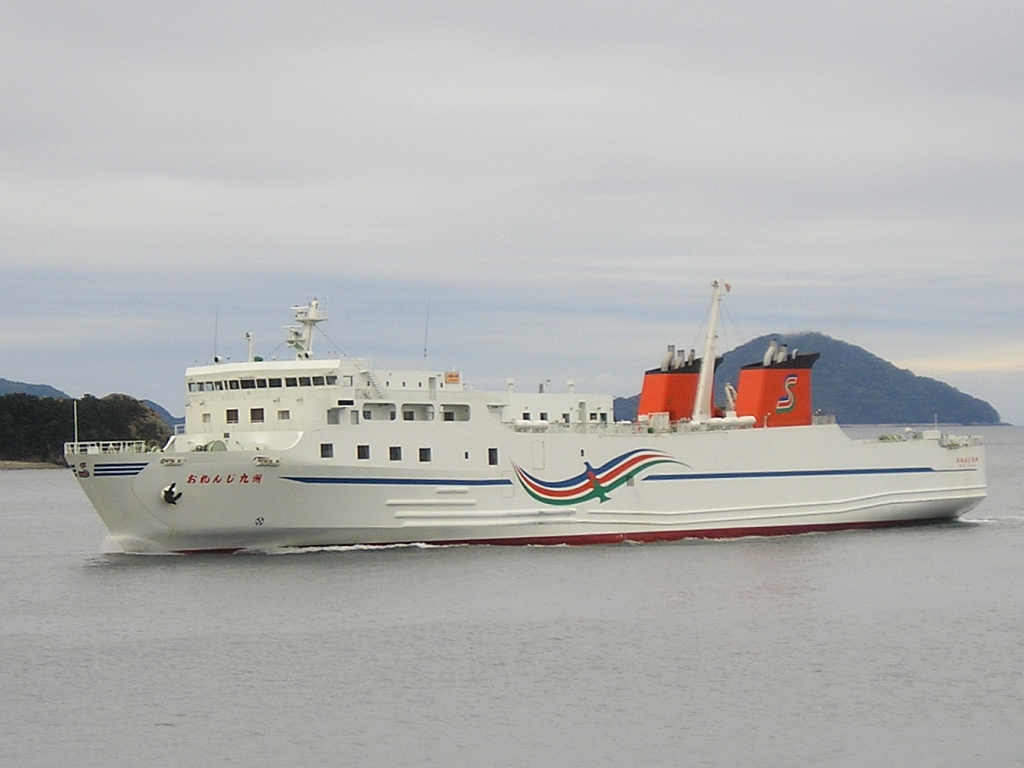
九四オレンジフェリー

### 鉄道
- 九州旅客鉄道（JR九州）
  - 日豊本線
    - 佐志生駅 - 下ノ江駅 - 熊崎駅 - 上臼杵駅 - 臼杵駅

中心駅は臼杵駅。

### バス

#### 一般路線バス
- 大分バスグループ（臼津交通・大野竹田バス・大分バス）※臼杵＝旧臼杵市内（野津町との合併前からの臼杵市域）、野津町＝旧野津町内
  - 臼杵市（臼杵）地域内
  - 臼杵市（臼杵） - 臼杵市（野津町）
  - 大分市（中心部） - 臼杵市（臼杵）
  - 大分市（佐賀関） - 臼杵市（臼杵）
  - 大分市（中心部） - 豊後大野市（犬飼） - 臼杵市（野津） - 佐伯市
  - 豊後大野市（三重町） - 臼杵市（野津町） - 臼杵市（臼杵）
  - 津久見市 - 臼杵市（臼杵）
- 臼杵市コミュニティバス

かつてはJR九州バスが臼杵駅 - 三重町駅間（野津経由）に臼三線の路線バスを運行していたが、2007年3月31日をもって廃止され、路線は大分バスグループに譲渡された。

#### 高速バス
- 県南高速リムジンバス 佐臼ライナー（大分バス・大分交通）
  - 大分空港 - 臼杵インター（マルミヤストア奥） - 佐伯駅

上記1路線のみ。かつては福岡市と臼杵市を結ぶ以下の高速バスが運行されたことがあったが現在は運行しておらず、県外と臼杵市を結ぶ高速バス路線は現在ない。
- 日豊海岸 くろしお号（大分バス・西鉄高速バス）2009年12月4日から2010年8月29日までの試行運行。
- YOKARO - 2011年4月1日運行開始。市内に「臼杵」・「辻」の2停留所があった。資金難、運転手不足のため2014年10月11日より運休。

### 道路

#### 高速道路
- 東九州自動車道
  - 臼杵インターチェンジ

#### 一般国道
- 国道10号
- 国道217号
- 国道502号

#### 主要地方道
- 大分県道21号大分臼杵線
- 大分県道25号臼杵上戸次線
- 大分県道33号臼杵停車場線
- 大分県道53号野津宇目線

#### 一般県道
- 大分県道204号津久見野津線
- 大分県道205号臼杵坂ノ市線
- 大分県道206号臼杵大南線
- 大分県道217号臼杵津久見線
- 大分県道506号上臼杵停車場線
- 大分県道510号臼杵港線
- 大分県道633号川澄臼杵線
- 大分県道675号臼杵沖代線

### 船舶
- 宇和島運輸フェリー
  - 臼杵港 - 八幡浜港（愛媛県八幡浜市）
- 九四オレンジフェリー
  - 臼杵港 - 八幡浜港

## 名所・旧跡・観光スポット・祭事・催事

### 名所・旧跡・観光スポット

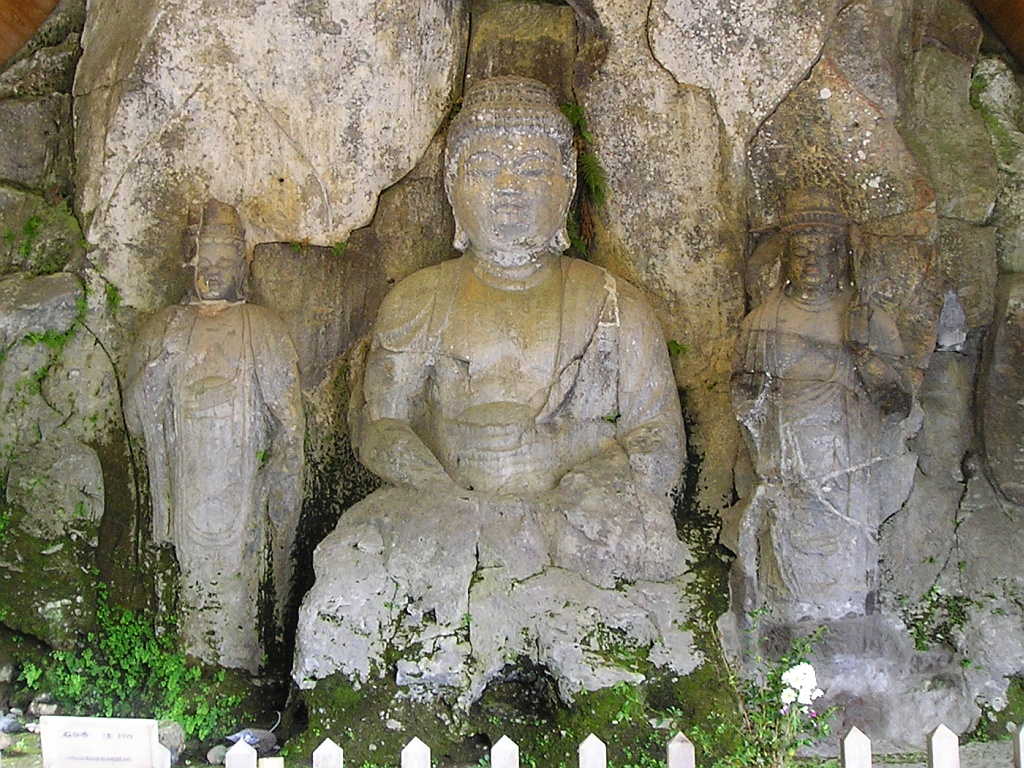
臼杵磨崖仏（ホキ石仏第二群第一龕 阿弥陀如来）

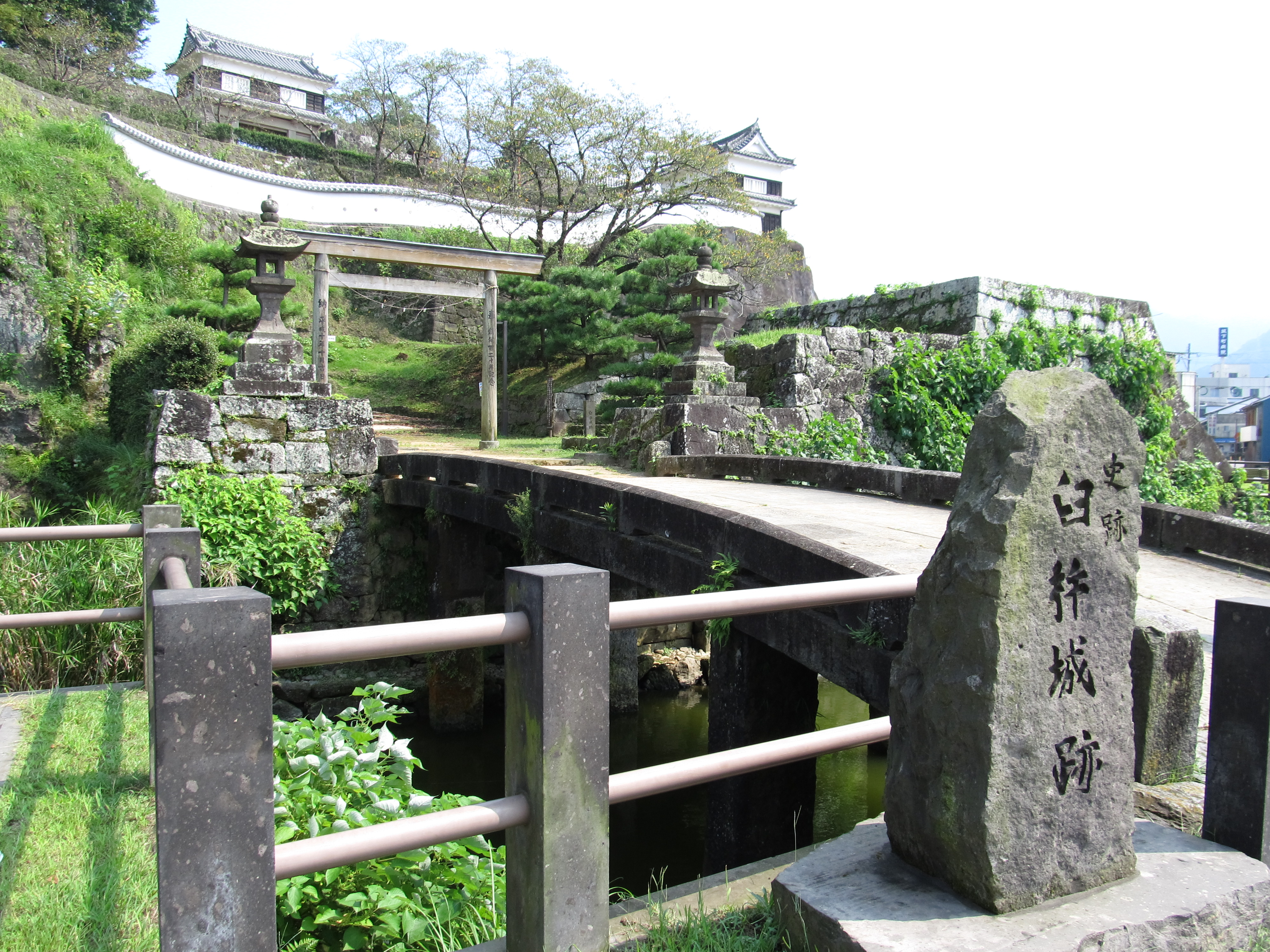
臼杵城址跡

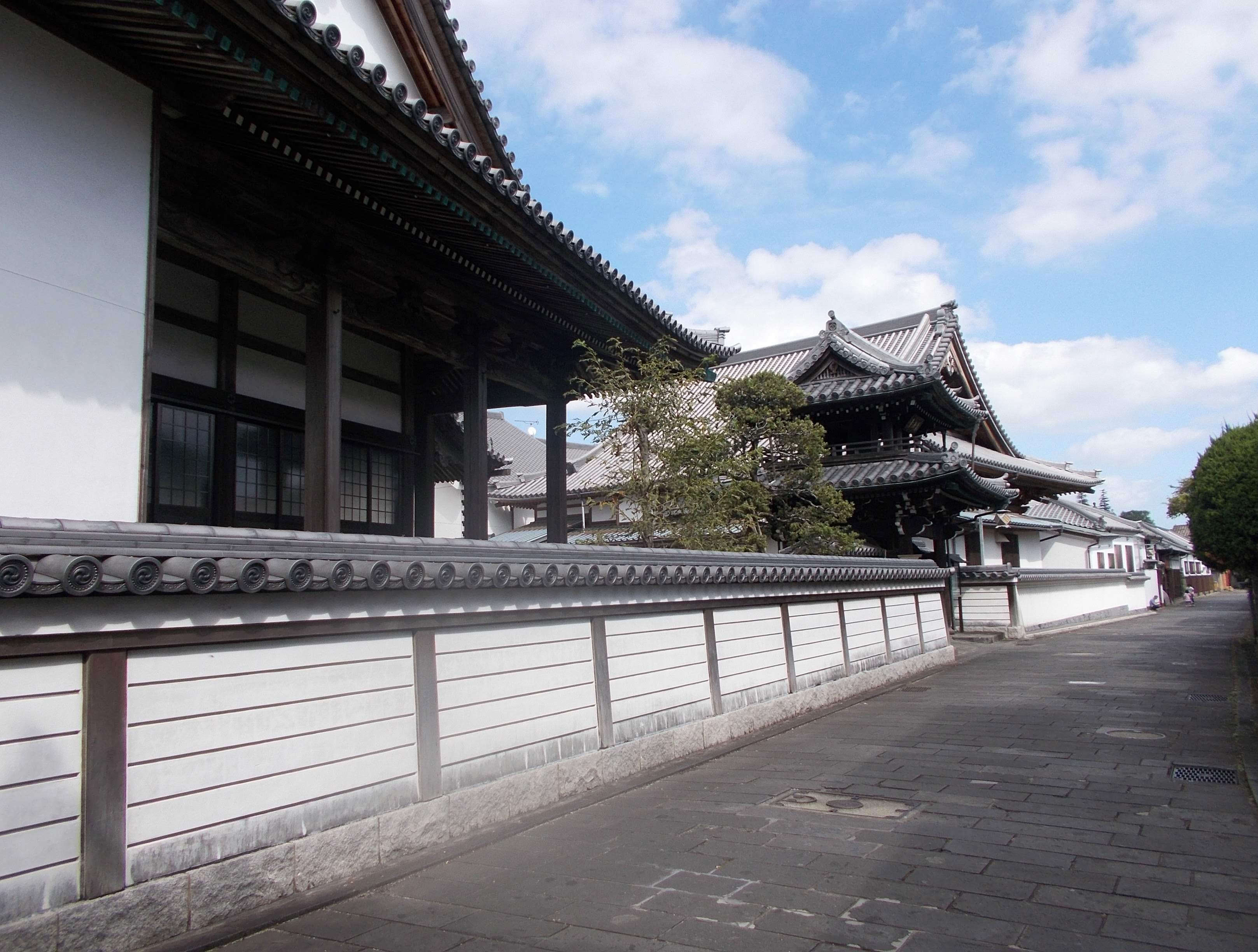
二王座歴史の道

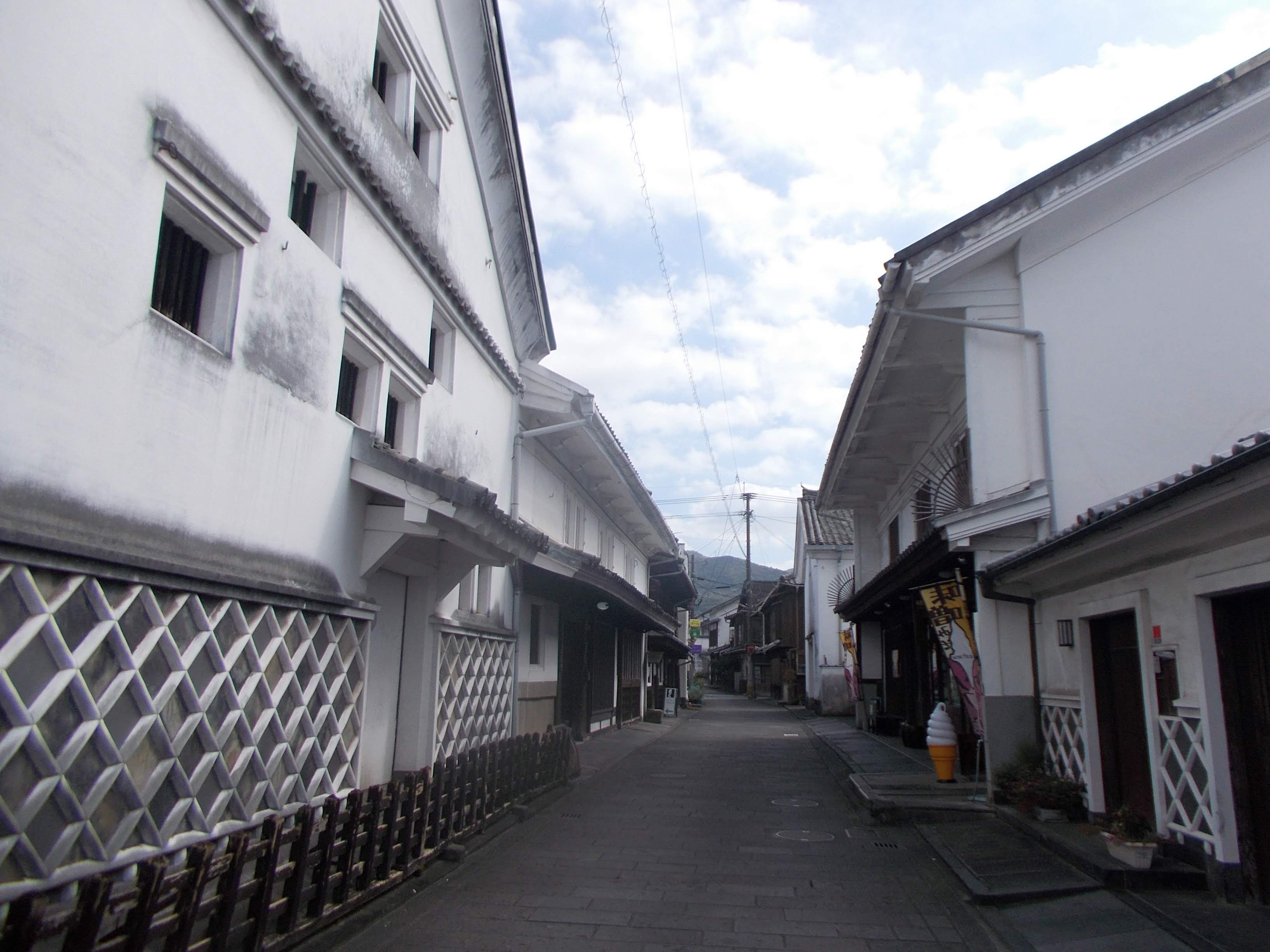
九家の大蔵

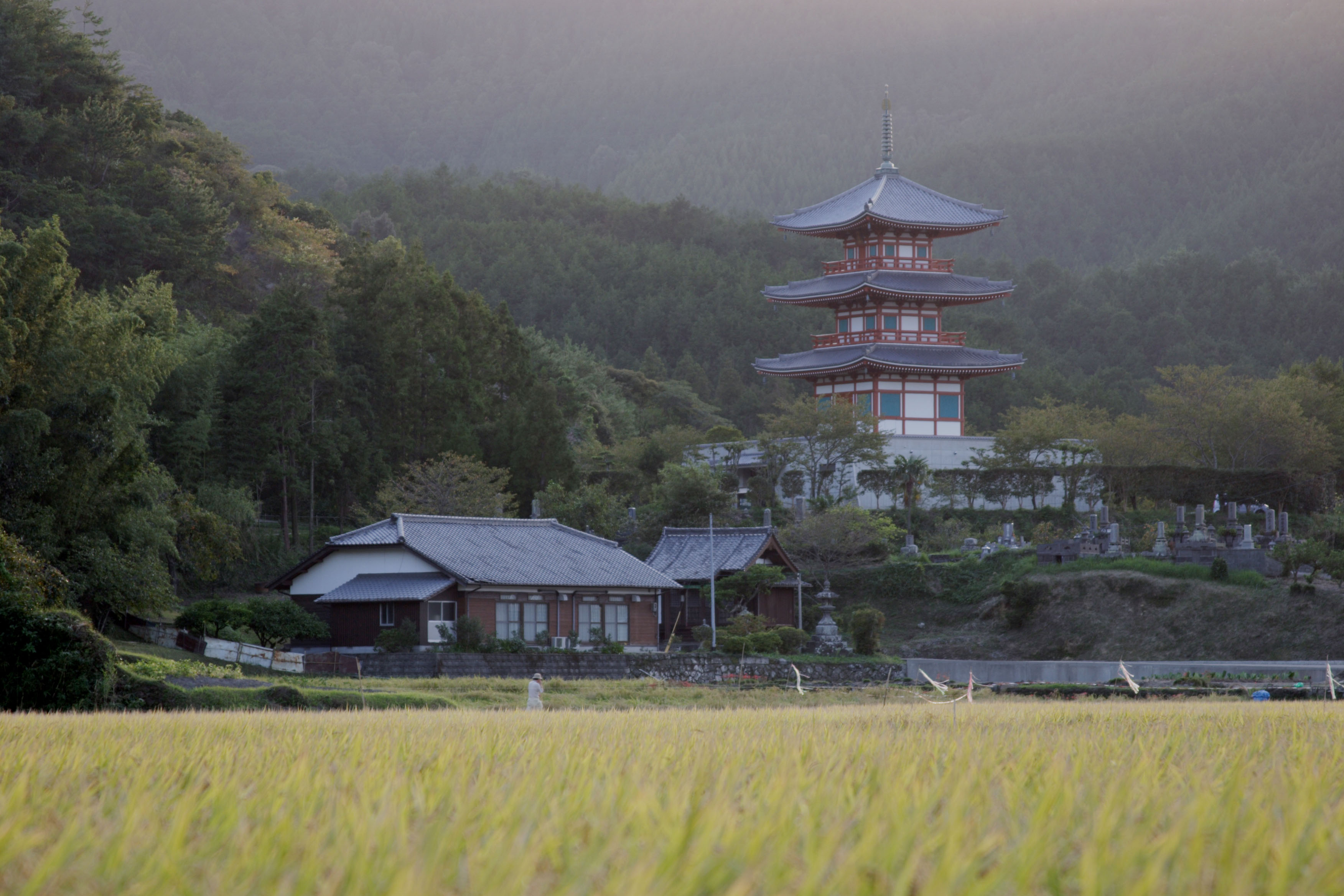
善徳寺

- 臼杵磨崖仏 - 国宝および国の特別史跡。岩壁に約60体が彫られた磨崖仏、1995年に国宝に指定された[7]。
- 臼杵城
- 二王座歴史の道
- 稲葉家下屋敷
- 旧丸毛家屋敷 - 海添
- 福良天満宮 - 福良。赤ねこまつり。
- 白馬渓
- 風連鍾乳洞 - 国の天然記念物
- 明治橋 - 土木学会選奨土木遺産。原位置（架橋当初の場所）にある現役の鋼橋としては日本最古の橋である。
- 野上弥生子文学記念館
- 吉丸一昌記念館「早春賦の館」
- 普現寺 - 吉四六（きっちょむ）の菩提寺で、近くに吉四六の墓がある。
- 善徳寺
- 吉四六ランド - 臼杵市野津町にある総合運動公園。陸上競技場、野球場、子ども向け遊具などがある。桜の名所。
- 九家(くげ)の大蔵 - 元造り酒屋「久家本店」の酒蔵
- 臼杵市歴史資料館 - 絵図群や古文書・典籍など約3万点の歴史資料を所蔵して展示・公開する施設として、2014年（平成26年）4月26日に開館[8]。
- 直良信夫顕彰記念館

### 市のPRキャラクター
臼杵市の国宝・臼杵石仏をモデルにした「ほっとさん」、やる気なさげな姿が話題になった。市の臨時職員が2013年に広報資料を作成した際にパソコンで描いたのが始まりで、名前は公募で選ばれた。市の祭礼に登場する赤い猫に仮装したり、臼杵特産の「かぼすブリ」にまたがるなどのバリエーションがある。

### 祭事・催事
- 臼杵桜まつり - 4月上旬
- 吉四六まつり - 4月上旬
- 臼杵祇園まつり - 7月中旬
- 石仏の里蓮まつり - 深田。7月中旬―8月上旬
- うすき竹宵 - 11月上旬

## 百選
- かおり風景100選：臼杵・竹田の城下町のカボス

## 臼杵市出身の有名人

### 政治
- 山本達雄 - 政治家
- 吉田茂 - 政治家。元首相の吉田茂とは同姓同名の別人。
- 吉田忠智 - 政治家

### 産業
- 荘田平五郎 - 実業家
- 林豊洲 - 実業家（十勝毎日新聞創業者）
- 鷹野志穂 - ロクシタンジャポン社長

### 文化人
- 直良信夫 - 考古学者、古生物学者
- 日名子実三 - 彫刻家
- 野上弥生子 - 小説家
- 吉田寛 - 作家
- 吉丸一昌 - 作詞家、文学者、教育者
- 釘宮辰生 - 牧師

### スポーツ
- 兒玉芽生 - 陸上選手（ミズノ）
- 安東輝 - プロサッカー選手（水戸ホーリーホック）
- 板井圭介 - 元大相撲力士
- 宗茂 - 元マラソン選手、元旭化成陸上部監督、双子の兄
- 宗猛 - 元マラソン選手、旭化成陸上部監督、双子の弟
- 吉良俊則 - 元プロ野球選手（オリックス・バファローズ、現トレーナー）
- 鳥越裕介 - 元プロ野球選手（福岡ソフトバンクホークス、現千葉ロッテマリーンズヘッド兼内野守備走塁コーチ）
- 廣瀬純 - 元プロ野球選手（広島東洋カープ）
- 池田重喜 - 元プロ野球選手（大洋ホエールズ、ロッテオリオンズ）
- 和田博実 - 元プロ野球選手（西鉄ライオンズ）
- 吉良知夏 - サッカー選手（浦和レッドダイヤモンズ・レディース）

### 芸能
- 塩屋俊 - 俳優、映画監督
- 一龍齋貞弥 - 講談師、声優、ナレーター
- 三浦雅子 - 声優
- 板井麻衣子（2010年ミス・ユニバース日本代表）
- KEIKO - ミュージシャン
- 玉田豊夢 - ミュージシャン（ドラマー）
- モリナオヤ - ミュージシャン、画家
- 甲斐達也 - ミュージシャン（ギターリスト）IN-HI、THE RYDERSメンバー。カイタツヤとして楽曲提供なども手掛けている。

### マスコミ
- 松井督治 - 大分放送報道部
- 吉田敏浩 - ジャーナリスト

## 臼杵市を舞台とした作品

### 小説
- 迷路 (野上弥生子の小説) - 小説中では「柚木」として出てくる。
- いっちみち（乃南アサの短編小説）
- 東京帝大叡古教授

### 映画
- 男はつらいよ 花も嵐も寅次郎（1982年）（一部）
- なごり雪（2002年）
- 22才の別れ Lycoris 葉見ず花見ず物語（2007年）
- 種まく旅人〜みのりの茶〜（2012年）
- 100年ごはん（2014年）

### 漫画
- みんな!エスパーだよ! [注釈 1]

### ソーシャルゲーム
- アイドルマスター シンデレラガールズSR＋[チャキチャキ☆晴れ娘]首藤葵(臼杵城)